# مارینا ماکسیمیلیان بلومین
مارینا ماکسیمیلیان بلومین (عبری: מארינה מקסימיליאן בלומין‎؛ زاده ۱۵ دسامبر ۱۹۸۷)، ملقب به مارینا ماکسیمیلیان، خواننده، ترانه‌سرا و بازیگر اسرائیلی است. او نایب قهرمان فصل پنجم مسابقه موسیقی رئالیتی شو کوخاو نولاد شد.

## اوایل زندگی
بلومین در ۱۵ دسامبر ۱۹۸۷ در دنیپروپتروفسک، اتحاد جماهیر شوروی (اوکراین امروزی) زاده شد. او در سن سه سالگی همراه والدینش به اسرائیل مهاجرت کرد. این خانواده پیش از سکونت در محله پردس کاتز در بنی براک با دوستان خود در رامات گان زندگی می‌کردند. بلومین در دوران جوانی پیش مادرش الا که پیانیست کلاسیک بود، پیانو می‌آموخت و در گروه کر آواز خواند. او بعداً به هنرستانی رفت که مادرش در آنجا تدریس می‌کرد.
بلومین در دبیرستان آیرونی الف در استانتل آویو دانش‌آموخته شد. او بعداز اینکه ریک بیرمن، پیانیست، او را زیر پرو بال خود گرفت، در سنین ۱۵ سالگی اجرا در کلوپ‌های جاز را شروع کرد. او در جشنواره جاز دریای سرخ در ایلات به اجرا پرداخت. بلومین با کمون بند، یک گروه قومی - فیوژن - راک - جاز، در جشنواره‌ها و کلوپ‌ها ترانه خواند.

## حرفه

### آواز خواندن
کوخاو نولاد
بلومین در سال ۲۰۰۷ برای فصل پنجم کوخاو نولاد تست داد و سرانجام قبول شد. در طول نمایش، وی بیشتر ترانه‌های پاپ و فولکلور اسرائیلی را با افزودن اندک رگه‌های جاز می‌خواند. او "هالوموت" ("رویاها") از راهاما راز، "شیر اهوات پاسمان" ("آهنگ عاشق ملوان") توسط ریتا، "بلوز کنعانی"یا ("کنعان بلوز") از ایهود بنای و "ویدوی" را خواند. " ("اعتراف") توسط الکساندر پن (خواننده توسط یهودیت راویتز). در پایان، بلومین به همراه بوآز مائودا و شلومی بارئل به فینال راه یافت و با "نیفرادنو کاخ" نوریت گارون ("اینگونه از هم جدا شدیم" در رده دوم قرار گرفت.
قدم به دنیای من و آرمونوت اشان بگذارید
بلومین در نیروهای دفاعی اسرائیل خدمت نکرد و به «فرار از سربازی» متهم شد، در حالی که در واقع، وی به دلایل سلامت روان معاف شده بود. در عوض، او داوطلب شده بود تا در دهکده جوانان بن شمن، به کودکان آواز و پرورش صدا آموزش بدهد. در آوریل ۲۰۰۸، او نخستین اجرای تک نفره خود را در جشنواره یامی زمر در هولون برگزار کرد که توسط تزیدی تزارفتی مدیریت می‌شد. در مه ۲۰۰۸، او یک دوئت با بواز مائودا به نام «می حیا معمین» منتشر کرد. این آهنگ در اسرائیل محبوب شد. در ژوئن ۲۰۰۸، او اولین تک آهنگ انفرادی خود را با نام «سوف سوف» منتشر کرد. در سال ۲۰۱۲، او در آهنگ ذوب افکار در آلبوم یوسی ساسی ساعت‌های ذوب را خوانندگی کرد.
بلومین نخستین آلبوم استودیویی خود را به اسم قدم به دنیای من، یک آلبوم پاپ انگلیسی زبان که حاوی یک ترانه روسی نیز بود، را در اوت ۲۰۱۳ منتشر کرد. نخستین تک آهنگ «دو خوک» بود و در ژانویه ۲۰۱۳ انتشار یافت. دومین تک آهنگ به نام «تانگو» در ماه آوریل منتشر شد. در ۱۷ سپتامبر ۲۰۱۴، توافق مخفیانه رادیو اف‌ام۸۸ اسرائیل، که بر انتخاب هنرمندان این کشور برای مسابقه آواز یوروویژن ۲۰۱۵ نظارت می‌کرد، با بلومین افشا شد، که طی آن قرار بود او به‌عنوان نماینده اسرائیل، در یوروویژن ۲۰۱۵ در وین شرکت کند، اگرچه این توافق در نهایت به سرانجام نرسید. در سال ۲۰۱۶، بلومین دومین آلبوم استودیویی خود را با نام آرمونت اشان منتشر کرد که این آلبوم کاملاً به زبان عبری (به جز آهنگ انگلیسی آخر) خوانده شده بود. او سال بعد در مراسم افتتاحیه بازی‌های مکابیا ۲۰۱۷ در ۶ ژوئیه ۲۰۱۷ اجرا کرد.

### بازیگری
بلومین در سنین نوجوانی در دو اثر تئاتر ظاهر شد: نمایشنامه رکوئیم هانوچ لوین درسنین ۱۵سالگی و موزیکال تهیه‌کنندگان موزیکال در سنین ۱۸سالگی. او همچنین دو بار در جشنواره آکر شرکت کرد و در نمایشنامه اشمترلینگ(وداع، پروانه) خواند که در سال ۲۰۰۵ جایزه نخست را کسب کرد. در سال ۱۳۸۵ در رابک شرکت کرد و موسیقی آن را نوشت و لوح تقدیر کسب کرد. او کار تلویزیونی خود را با بازی در درام پلیسی ستون‌های دود آغاز کرد. اخیراً، او در فصل سوم تریلر سیاسی فائودا بازی کرده است.

## دیسکوگرافی
- قدم به دنیای من (۲۰۱۳)
- آرمونوت اشان (۲۰۱۶)

## فیلم‌شناسی
| سال     | عنوان        | نقش        | یادداشت |
| ------- | ------------ | ---------- | ------- |
| ۲۰۰۹    | ستون‌های دود  | بت کل      | ۱ قسمت  |
| ۲۰۰۹    | سوزانا گریان | شورا       | ۳ قسمت  |
| ۲۰۱۱    | پابرهنه      | الکساندرا  | ۶ قسمت  |
| ۲۰۱۱–۱۲ | خانواده اول  | آلین       | ۱۸ قسمت |
| ۲۰۱۹–۲۰ | فائودا       | هیلا باشان | ۱۲ قسمت |